# Djougoun
Djougoun is een gemeente (commune) in de regio Kayes in Mali. De gemeente telt 8400 inwoners (2009).
De gemeente bestaat uit de volgende plaatsen:
- Dialamadji
- Djougoun
- Karéga
- Kobokoto
- Sorongolo